# Bulbophyllum aureum
Bulbophyllum aureum là một loài phong lan thuộc chi Bulbophyllum.